# 177-ма ракетна бригада (СРСР)
177-ма ракетна бригада (177 РБр, в/ч 54210) — військове формування ракетних військ Радянської армії, що існувало у 1960—1992 роках. Бригада була однією з восьми подібних, що мали на озброєнні комплекс 9К72 «Ельбрус».
У 1992 році, після розпаду СРСР,  увійшла до складу Збройних сил України, та в тому ж році розформована.

## Історія
177-ма ракетна бригада була сформована в 1960 році в місті Новоград-Волинському, Житомирської області на базі 301-го гв. важкого самохідно-артилерійського полку. На озброєння отримала ракетні комплекси 9К72 «Ельбрус» з ракетами 8К11 (Скад-А) і пусковими установками 2П19 на базі шасі ІСУ-152. У 1961—1962 роках переозброєна на ракету 8К14 (Скад-В). Перепідготовку особовий склад проходив на ракетному полігоні КапЯр в (Астраханська область, Російська РФСР) подивізійнно. У 1969 році пускові установки 2П19 були замінені на 9П117 на базі шасі МАЗ-543.
У 1984 році бригада була передислокована в смт Ємільчине Житомирської області, на місце 122-ї ракетної бригади 9К76 «Темп-С», яку в свою чергу передислокували в Центральну групу військ до Чехословаччини.
У 1992 році 177-ма бригада була розформована.

## Структура
Станом на 1970 рік:
- 1-й ракетний дивізіон
- 2-й ракетний дивізіон
- 471-й ракетний дивізіон
- технічний дивізіон.

## Озброєння
- 12 9К72 «Ельбрус» (на 1990 р.)

## Командири
- полковник Мильников В. В. (1960—1961 рр.)
- полковник Яременко П. П. (1961-19?? рр.)
- полковник Чмаль Б. ?